# Panicum aquaticum
Panicum aquaticum är en gräsart som beskrevs av Jean Louis Marie Poiret. Panicum aquaticum ingår i släktet vipphirser, och familjen gräs. Inga underarter finns listade i Catalogue of Life.